# Jorge Carlos Patrón Wong
Jorge Carlos Patrón Wong (3 de gener de 1958, Mérida, Yucatán, Mèxic) és un bisbe catòlic mexicà, bisbe de Papantla del 2012 al 2013 i des del 21 de setembre del 2013 secretari per als seminaris de la Congregació per al Clergat.

## Biografia
És fill del matrimoni format pels senyors Wilberth Patrón Montes i Carmen Wong Mayín. Realitzà els estudis sacerdotals al Seminari Conciliar de Yucatán, essent ordenat prevere el 12 de gener del 1988 per l'arquebisbe de Yucatán, Manuel Castro Ruiz; del 1988 al 1993 feu els estudis d'especialització en teologia espiritual i en psicologia a la Pontifícia Universitat Gregoriana.
A la seva tornada ocupà el càrrec de vicari a les parròquies de Ticul i de Tizimín i a partir del 1994 formà part de l'equip formador del Seminari Conciliar de Yucatán, on fou prefecte del Seminari Menor, prefecte de l'etapa teològica, coordinador de la formació humana i professor de psicologia, antropologia filosòfica i direcció espiritual.
El 12 de maig del 2000 l'arquebisbe de Yucatán, Emilio Carlos Berlie Belaunzarán, el nomenà rector del Seminari Conciliar de Yucatán; del 2002 al 2008 fou president de l'Organització de Seminaris Mexicans, anys en què fou també electe president de l'Organització de Seminaris Llatinoamericans, i escollit de nou del 2006 al 2009.
El 15 d'octubre del 2009 el papa Benet XVI el nomenà bisbe coadjutor de Papantla, ordenat el 15 de desembre del mateix any pel nunci apostòlic de Mèxic, l'arquebisbe Christophe Pierre.
El 21 de setembre del 2013 el Papa Francesc el nomenà secretari per als seminaris de la Congregació per al Clergat, ascendint-lo a la dignitat d'arquebisbe ad personam.